# Peristyl
Peristyl (af gr., peri, 'omkring' og stylos, 'søjle', alternativt tetrastoon, gr. Τετραστωον, 'fire arkader')
- et åbent rum, gårdrum inde i en bygning, som er omgivet af en søjlegang.
- en sammenhængende søjlegang omkring en bygning, typisk søjlegangen omkring et klassisk tempel.

| Arkitektur | Spire Denne arkitekturartikel er en spire som bør udbygges. Du er velkommen til at hjælpe Wikipedia ved at udvide den. |